# Les Grands Patrons
Pour plus de détails, voir Fiche technique et Distribution.
Les Grands Patrons (Bisturi, la mafia bianca) est un film italien réalisé par Luigi Zampa, sorti en 1973. Le film fut en sélection officielle au Festival de Cannes 1973.

## Synopsis
Le professeur Daniele Vallotti, chirurgien célèbre et talentueux, est le typique baron universitaire avide de pouvoir. Il est également propriétaire d'une clinique privée où il sélectionne les patients en fonction de leurs ressources financières. Son équipe médicale est composée de médecins incompétents, présomptueux et serviles sauf un, le Dr Giordani : c'est un homme avec le vice de l'alcool mais honnête et préparé. Sa compétence et son pragmatisme lui ont valu l'estime de Vallotti, qui le connaît bien pour avoir été son condisciple à l'université. Malgré sa « toute-puissance », Vallotti n'a pas une vie privée heureuse : longtemps veuf, il vit dans sa villa avec sa mère âgée et son fils unique.
Un jour, Vallotti quitte la salle d'opération en laissant de côté une opération délicate au moment crucial, causant la mort du patient et, indirectement, aussi celle de sa femme qui, désespérée et détruite par la douleur, se suicide. Giordani s'est enfermé dans la maison en se sentant moralement coresponsable de ce qui s'est passé : c'est lui qui, en fait, avait conseillé aux deux de se confier aux soins de Vallotti. Une jeune religieuse, qui travaille dans le même hôpital qu'une infirmière, se présente chez Giordani, essayant de se débarrasser des divers scrupules de conscience qui le tourmentent, le convainc de retourner au travail et, enfin et surtout, d'arrêter de boire . Giordani écoute les paroles de la religieuse et retourne dans la salle.
Depuis quelque temps, en outre, des lettres et des appels téléphoniques anonymes commencent à arriver à Vallotti dans lesquels l'auteur inconnu le confronte à ses méfaits. Pendant ce temps, dans l'hôpital public où Vallotti travaille occasionnellement, un enfant est hospitalisé en urgence : il a un bloc rénal , et aurait besoin de l'aide d'un rein artificiel pour être rapidement secouru, mais il meurt car l'équipement vient d'être désactivé par Vallotti pour favoriser un confrère à lui qui en possède un égal dans sa propre clinique privée. Au bout de quelques jours, Vallotti découvre qu'il a été dénoncé à la justice, mais cette fois l'auteur a apposé sa signature : c'est Giordani qui, exaspéré, a décidé de sortir au grand jour.
Acculé, Vallotti conclut un accord avec les autres collègues - également mentionnés par Giordani - et ourdit un complot contre lui. Giordani est appelé d'urgence au bloc opératoire sous un prétexte, et est confronté à une opération risquée et compliquée : précisément dans la phase la plus difficile, l'une des personnes présentes échange furtivement les plaques radiographiques, et Giordani est ainsi mis en mesure de faire une erreur opération qui entraîne la mort du patient. Giordani à ce stade n'a pas le choix : être dénoncé pour homicide involontaire ou se cacher la tête dans le sable comme ses autres collègues. L'homme cède alors au chantage : il retire sa plainte, mais en même temps prévient son supérieur et ancien condisciple qu'il n'aura même pas le temps de chanter victoire.La maladie de Parkinson.

## Fiche technique
- Titre original : Bisturi, la mafia bianca
- Titre français : Les Grands Patrons
- Réalisation : Luigi Zampa
- Scénario : Dino Maiuri et Massimo De Rita
- Photographie : Giuseppe Ruzzolini
- Montage : Franco Fraticelli
- Musique : Riz Ortolani
- Pays d'origine : Italie
- Genre : drame
- Date de sortie : 1973

## Distribution
- Enrico Maria Salerno : Dr Giordani
- Gabriele Ferzetti : Professeur Daniele Vallotti
- Senta Berger : Sœur Maria
- Luciano Salce : Enrico
- Claudio Gora : Professeur Calogeri
- Enzo Garinei : Dr Botti
- Tina Lattanzi : la mère de Vallotti
- Antonella Steni : la femme d'Enrico
- Luciano Rossi : le fils du patient
- Roberto Bisacco : Donati
- Piera Degli Esposti : la femme de Marchetti
- Gino Pernice
- Sergio Fiorentini : Professeur Bonanni (non crédité)
- Aldo Mondino : Docteur (non crédité)
- Jimmy il Fenomeno (non crédité)
- Gino Pagnani (non crédité)